# Viscount Downe

Wappen der Viscounts Downe (1681)

Viscount Downe ist ein erblicher britischer Adelstitel, der zweimal in der Peerage of Ireland verliehen wurde.

## Verleihungen
Erstmals wurde der Titel am 19. Juli 1675 an Sir William Ducie, 3. Baronet verliehen. Zusammen mit der Viscountwürde wurde ihm der nachgeordnete Titel Baron Cloney verliehen. Zudem hatte er bereits 1657 von seinem älteren Bruder den Titel Baronet, of London, geerbt, der am 28. November 1629 in der Baronetage of England seinem Vater verliehen worden war. Seine Peerages erloschen am 9. September 1679, als er ohne männliche Nachkommen starb. Die Baronetcy fiel an seinen Neffen. Familiensitz des Viscounts war Tortworth Court bei Thornbury in South Gloucestershire.
Am 19. Februar 1681 wurde der Titel für den Unterhausabgeordneten Sir John Dawnay neu geschaffen. Sein Urenkel, der 5. Viscount, wurde am 9. Juni 1796 in der Peerage of Great Britain zum Baron Dawnay, of Cowick in the County of York, erhoben. Dieser Titel war im Gegensatz zu den irischen Titeln mit einem Sitz im britischen House of Lords verbunden, erlosch allerdings bereits am 18. Februar 1832 bei seinem kinderlosen Tod. Die Viscountcy fiel an seinen Bruder als 6. Viscount. Dessen Enkel, der 8. Viscount, wurde am 24. Juli 1897 zudem in der Peerage of the United Kingdom zum Baron Dawnay, of Danby in the North Riding of the County of York, erhoben. Dieser Titel berechtigte bis 1999 zu einem Sitz im britischen House of Lords. Heutiger Titelinhaber ist seit 2002 dessen Ur-urenkel Richard Dawnay als 12. Viscount. Familiensitz der Viscounts ist Wykeham Abbey in Scarborough, North Yorkshire.

## Liste der Viscounts Downe

### Viscounts Downe, erste Verleihung (1675)
- William Ducie, 1. Viscount Downe (um 1612–1679)

### Viscounts Downe, zweite Verleihung (1681)
- John Dawnay, 1. Viscount Downe (1625–1695)
- Henry Dawnay, 2. Viscount Downe (1664–1741)
- Henry Dawnay, 3. Viscount Downe (1727–1760)
- John Dawnay, 4. Viscount Downe (1728–1780)
- John Dawnay, 5. Viscount Downe (1764–1832)
- William Dawnay, 6. Viscount Downe (1772–1846)
- William Dawnay, 7. Viscount Downe (1812–1857)
- Hugh Dawnay, 8. Viscount Downe (1844–1924)
- John Dawnay, 9. Viscount Downe (1872–1931)
- Richard Dawnay, 10. Viscount Downe (1903–1965)
- John Dawnay, 11. Viscount Downe (1935–2002)
- Richard Dawnay, 12. Viscount Downe (* 1967)

Titelerbe (Heir Presumptive) ist der Cousin des aktuellen Titelinhabers Thomas Dawnay (* 1978).